# Girish Saran Agarwal
Girish Saran Agarwal (* 7. Juli 1946 in Bareilly) ist ein indisch-US-amerikanischer Physiker.

## Leben
G. S. Agarwal wurde 1969 an der University of Rochester promoviert. Er war zehn Jahre Direktor des Forschungslabors für Physik in Ahmedabad und Albert Einstein Research Professor der Indian National Science Academy (New Delhi). Von 2004 bis 2016 war er erst Nobel Foundation Chair und ab 2012 Regent's Professor für Physik an der Oklahoma State University. Seit 2016 ist er Distinguished Professor an der Texas A&M University.
Agarwal befasst sich mit theoretischer Quantenoptik, wo er grundlegende Arbeiten insbesondere über die nichtklassischen Eigenschaften von Licht und dessen Wechselwirkung mit Atomen veröffentlichte, aber auch zum Beispiel über Phasenraum-Methoden und die Verwendung der Mastergleichung in der Quantenoptik. Er war einer der Ersten, die erkannten, dass intensive elektromagnetische Felder von Lasern zur Modifikation der dispersiven Eigenschaften optischer Medien benutzt werden können, was bei der Einführung der elektromagnetisch induzierten Transparenz durch Stephen E. Harris und Kollegen 1990 einflussreich war. Ihre Motivation war damals das sogenannte VUV-Problem (für Vakuumultraviolettstrahlung), das Problem geringer Intensität der in der nichtlinearen Optik durch parametrische Konversion erzeugten kohärenten UV-Strahlung.

## Ehrungen und Mitgliedschaften (Auswahl)
- 1982 Shanti Swarup Bhatnagar Prize der indischen Regierung[5]
- 1988 Max Born Award[6]
- 1994 Physik-Preis der Third World Academy of Sciences
- 1997 Humboldt-Forschungspreis[7]
- 2022 Charles Hard Townes Award[8]

Er ist Fellow der American Physical Society (1981), der Optical Society of America (1981) und der Royal Society (2008). Er ist Mitglied der Indian Academy of Sciences, der Third World Academy of Sciences und der Indian National Science Academy. Von der Universität Lüttich wurde ihm ein Ehrendoktortitel verliehen.

## Schriften (Auswahl)
als Autor
- Quantum statistical theories of spontaneous emission and their relation to other approaches, Springer Tracts in Modern Physics Band 70, 1974
- Quantum Optics, Cambridge University Press 2012

als Herausgeber
- Selected Papers on Fundamentals of Quantum Optics, SPIE Press 1995
- Selected Papers on Resonant and Collective Phenomena in Quantum Optics, SPIE Press 1995